# Port Sanilac
Port Sanilac – wieś w Stanach Zjednoczonych, w stanie Michigan, w hrabstwie Sanilac.